# Quishuar (distrito)
Quishuar é um distrito do Peru, departamento de Huancavelica, localizada na província de Tayacaja.

## Transporte
O distrito de Quishuar não é servido pelo sistema de estradas terrestres do Peru.